# Крестьянинова, Наталья
Ната́лья Крестья́нинова (род. 1972, Ленинград) — советская, азербайджанская и российская фигуристка, выступавшая в парном катании. Трёхкратная чемпионка мира среди юниоров (в 1990, 1991 и 1992 годах).

## Биография
Наталья Крестьянинова родилась в 1972 году в городе Ленинград (сейчас Санкт-Петербург).
Будущая чемпионка выступала в парном катании вместе с Алексеем Торчинским. Тренировалась под началом Николая Великова.
В составе сборной СССР и России она трижды выигрывала юниорский чемпионат мира — в 1990 году в Колорадо-Спрингс, в 1991 году в Будапеште и в 1992 году в Халле. В тот же период завоевала две медали на международном турнире в Сен-Жерве-ле-Бен (золотую — в 1991 году, серебряную — в 1992 году) и два серебра «Nebelhorn Trophy» (1991—92). В 1991 году Наталья Крестьянинова участвовала в чемпионате СССР.
В сезоне 1993/94 фигуристка выступала за сборную Азербайджана. На чемпионате мира в Тибе заняла 13-е место, на чемпионате Европы в Копенгагене — 6-е.
В дальнейшем снова выступала за Россию. В 1995 году Крестьянинова завоевала бронзовую медаль чемпионата России, а в 1996 году заняла 5-е место. В 1995 году стала бронзовым призёром международного турнира «NHK Trophy» в Японии.